# Ramnagar
Ramnagar è una suddivisione dell'India, classificata come census town, di 4.926 abitanti, situata nel distretto di Bardhaman, nello stato federato del Bengala Occidentale. In base al numero di abitanti la città rientra nella classe VI (meno di 5.000 persone).

## Geografia fisica
La città è situata a 23° 31' 09 N e 87° 44' 59 E.

## Società

### Evoluzione demografica
Al censimento del 2001 la popolazione di Ramnagar assommava a 4.926 persone, delle quali 2.657 maschi e 2.269 femmine. I bambini di età inferiore o uguale ai sei anni assommavano a 612, dei quali 300 maschi e 312 femmine. Infine, coloro che erano in grado di saper almeno leggere e scrivere erano 2.895, dei quali 1.842 maschi e 1.053 femmine.